# Blauwe gnoe
De blauwe gnoe, ook wel gestreepte gnoe of gewone gnoe (Connochaetes taurinus) is een antilope uit de familie der holhoornigen (Bovidae). Hij komt vaak in grote groepen voor op de savannen van oostelijk en zuidelijk Afrika. Beroemd zijn de grote trektochten die deze soort onderneemt. De blauwe gnoe is samen met de witstaartgnoe (Connochaetes gnou) een van de twee nog levende soorten gnoes.

## Kenmerken
De blauwe gnoe is een grote antilopesoort met een grote, brede kop. De voorpoten zijn langer dan de achterpoten. Hij heeft een donkergrijsbruine tot leiblauwe tot bleekgrijze vacht. Over de nek, schouders en in mindere mate de flanken lopen donkere verticale strepen. De snuit is van de neus tot het voorhoofd geheel zwart en de poten okergeel tot bruin. Verder heeft deze soort zwarte, warrige, lange manen over de nek en de schouders, een lange, zwarte staart die bijna de grond raakt en een baard op zijn nek en kin, die geheel wit tot zwart van kleur is. Kleuren verschillen per ondersoort. Beide geslachten hebben hoorns. Deze zijn 40 tot 73 centimeter lang, lopen eerst plat en krommen dan omhoog naar binnen toe.
De kop-romplengte van de blauwe gnoe is ongeveer twee meter. Hij heeft een schofthoogte van circa 140 centimeter. Mannetjes zijn zwaarder dan vrouwtjes, waarbij vrouwtjes ongeveer een lichaamsgewicht van 200 kg bereiken en mannetjes tussen de 200 en 270 kg.

## Ondersoorten
Er worden tot vijf ondersoorten onderscheiden:
- Gestreepte gnoe (C. t. taurinus) - Komt voor in Zambia (ten zuiden van de Zambezi), Zuidoost-Angola, Namibië, Botswana, Zimbabwe, Zuid-Mozambique en aangrenzende delen van Zuid-Afrika.
- Cooksons gnoe (C. t. cooksoni) - Komt alleen voor in de Luangwa-vallei in Zambia. Komen soms voor als dwaalgasten in het aangrenzende plateau in Centraal-Malawi.
- Mozambiquegnoe (C. t. johnstoni) - Ten noorden van de Zambezi in Mozambique tot aan oost-centraal Tanzania. Voorheen ook in het zuiden van Malawi, waar deze nu is uitgestorven.
- Oostelijke witbaardgnoe (C. t. albojubatus) - Ten oosten van de Grote Slenk in Kenia en Tanzania.
- Westelijke witbaardgnoe (C. t. mearnsi) - Ten westen van de Grote Slenk in Kenia en Tanzania.

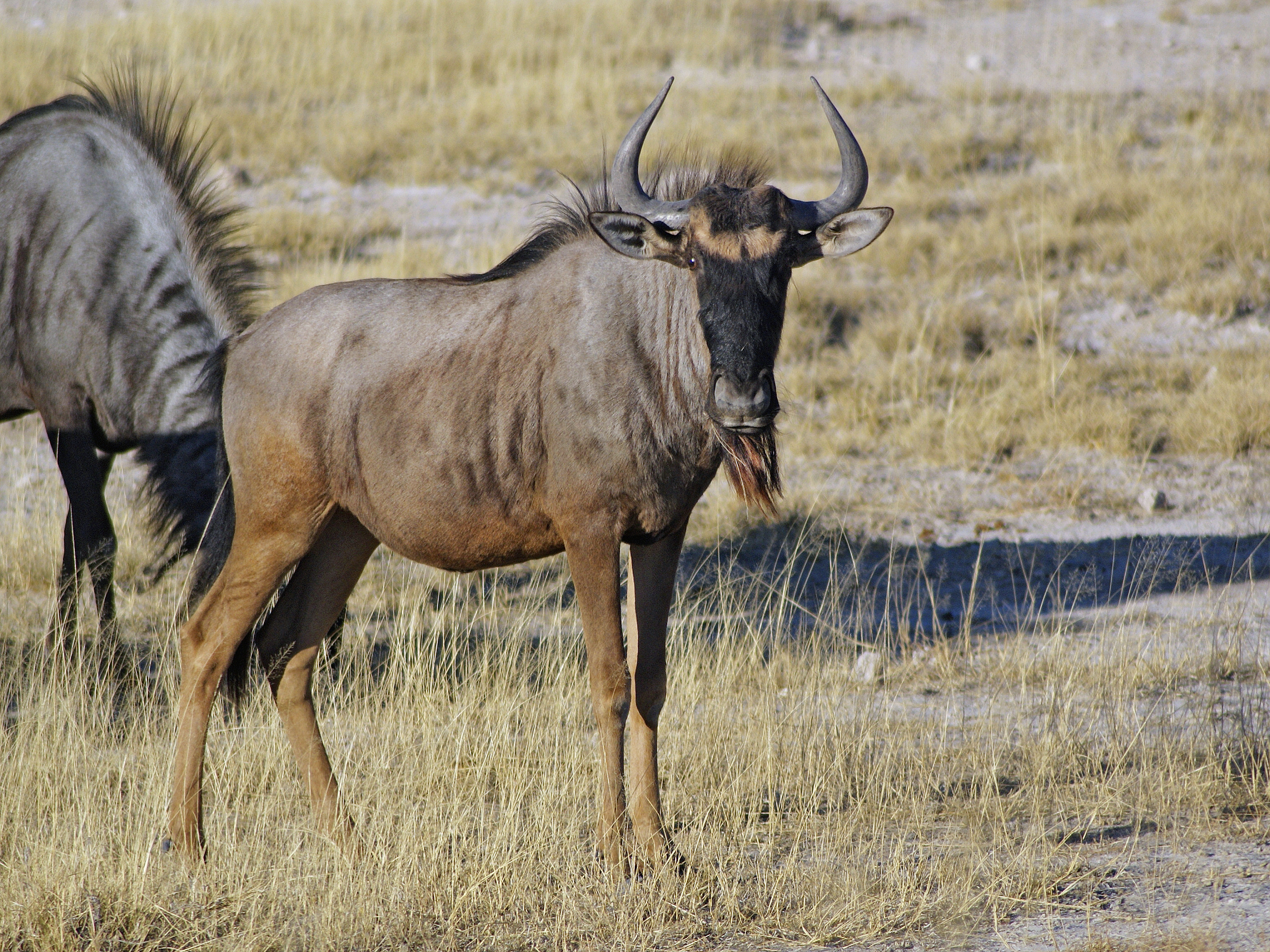
Gestreepte gnoe (C. t. taurinus)

## Verspreiding en leefwijze
De soort komt zeer algemeen voor op de open steppen, grasvlakten en licht beboste gebieden van Oost- en Zuid-Afrika. Hij heeft een voorkeur voor velden met kort gras, zijn enige voedselbron. De gnoe is altijd binnen een straal van 20 kilometer van permanent water te vinden en drinkt minstens tweemaal per dag. Hij is de gehele dag door actief, maar rust in de schaduw tijdens de heetste uren van de dag.
In gebieden waar kort gras of water seizoensgebonden zijn, als in de Serengeti, gaan de gnoes van tijd tot tijd trekken. Hier leven gnoes in grote kuddes, die continu zich bewegen tussen de Grote Slenk in het regenseizoen en het Victoriameer en Masai Mara in het droge seizoen. Ze blijven in een gebied tot dit is uitgeput, en trekken dan weer verder. Bij deze trek blijven de dieren meestal de roofdieren voor. Ze leggen jaarlijks zo'n 800 kilometer af. Tijdens de trek kan een kudde gnoes een lengte aannemen van veertig kilometer.
In gebieden waar gnoes niet hoeven te migreren, leven de dieren in groepjes van vrouwtjes met hun jongen. Deze groepen delen soms hun gebied met andere groepen. Individuele vrouwtjes worden weggejaagd. Als er toch water- of grasschaarste ontstaat, voegen deze groepjes zich bij elkaar tot grote kuddes en gaan ze kortstondig migreren.
Als de dieren samenkomen en grote kudden vormen, begint de bronsttijd, waarbij de mannetjes elkaar proberen weg te houden van de tochtige vrouwtjes. In de tijdelijke woongebieden die worden aangedaan tijdens de trek vormen zich kleine territoria. Deze territoria worden verdedigd met geluiden, geur, huppels en hoofdgeschud.

## Voortplanting
Acht maanden later, als het regenseizoen is aangebroken, wordt er één volledig ontwikkeld jong geboren, dat binnen enkele minuten kan lopen. Meestal werpen vrouwtjes tegelijkertijd, om roofdieren voor te zijn. Ongeveer tachtig procent van alle jongen wordt in een periode van drie weken geboren. Het jong kan binnen drie tot zeven minuten staan. In hun derde levensjaar worden gnoes geslachtsrijp. Mannetjes beginnen na vier à vijf jaar voor het eerst eigen territoria te vormen. Gnoes kunnen tot twintig jaar oud worden, alhoewel de meeste door predatie hun twintigste levensjaar niet zullen bereiken.